# Albuñuelas
Albuñuelas és un municipi de la província de Granada, Andalusia Oriental, Espanya.
Situada als peus de Sierra Nevada pel seu vessant sud-oest i que es divideix, fonamentalment, en tres baris: Barri Alt amb l'Ajuntament, l'església parroquial del Salvador, de mitjans del segle xviii i una construcció d'època medieval com és la Torre del Tío Bayo; Barrio Bajo amb l'ermita dedicada a Sant Sebastià d'inicis del segle xvi i La Loma, zona d'actual creixement.

## Demografia
| 1930 | 1940 | 1950 | 1960 | 1970 | 1981 | 1991 | 2001 | 2005 |
| ---- | ---- | ---- | ---- | ---- | ---- | ---- | ---- | ---- |
| 2472 | 2413 | 2426 | 2300 | 1980 | 1595 | 1367 | 1156 | 1102 |